# Älvtjärnen (Sunnemo socken, Värmland)
Älvtjärnen är en sjö i Hagfors kommun i Värmland och ingår i Göta älvs huvudavrinningsområde.